# Guarda Veneta

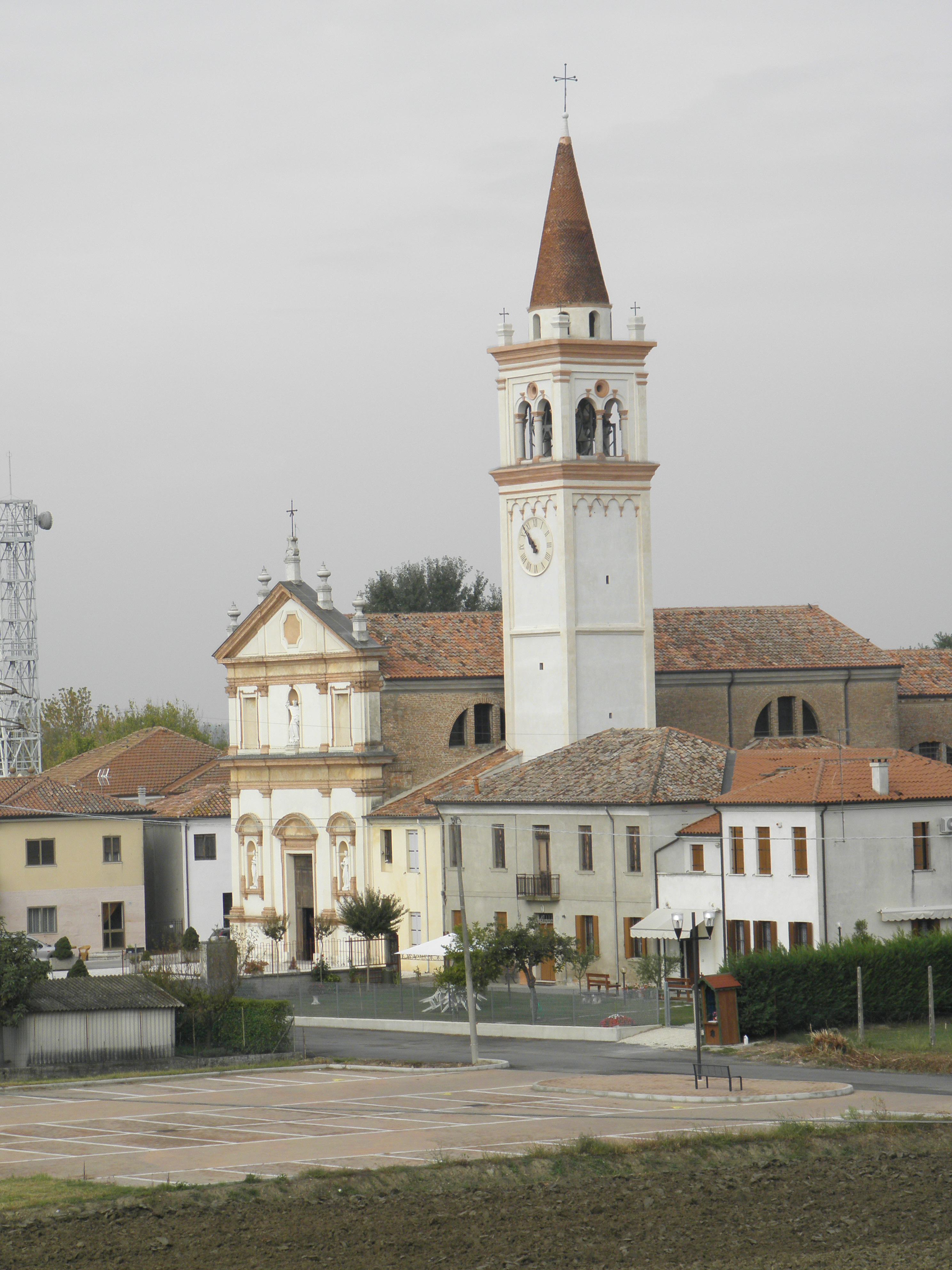
Der Kampanile San Domenico in Guarda Veneta

Guarda Veneta ist eine nordostitalienische Gemeinde (comune) mit 1108 Einwohnern (Stand 31. Dezember 2023) in der Provinz Rovigo in Venetien. Die Gemeinde liegt etwa 10 Kilometer südlich von Rovigo am Po in der Polesine und grenzt unmittelbar an die Provinz Ferrara (Emilia-Romagna).

## Geschichte
Als Gardiliana wird die Gemeinde 938 im Testament des Markgrafen Almerich erwähnt.